# ملكة جمال الكون 1960
ملكة جمال الكون 1960 هي مسابقة ملكة جمال الكون التاسعة في تاريخ مسابقة ملكة جمال الكون منذ انطلاقتها عام 1952، عقدت المسابقة في 9 يوليو 1960 في قاعة ميامي بيتش في ميامي بيتش ، فلوريدا ، الولايات المتحدة. في نهاية الحدث توجت ليندا بيمنت من الولايات المتحدة الأمريكية وبذلك أصبحت ثالث متسابقة أمريكية تفوز باللقب وتم تسليمها من قبل أكيكو كوزيما من اليابان.

## النتائج

### المراكز النهائية

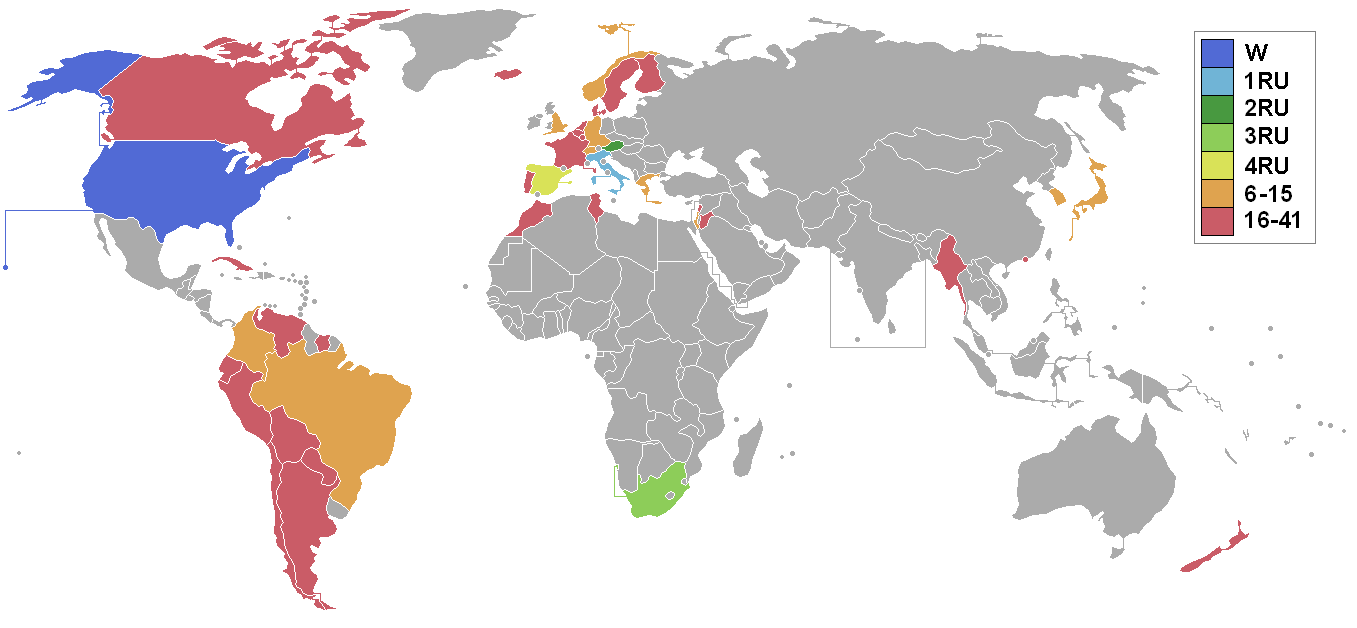
الدول المشاركة والنتائج مسابقة ملكة جمال الكون 1960

| النتائج النهائية     | المتنافسة |
| -------------------- | --- |
| ملكة جمال الكون 1960 | - الولايات المتحدة - ليندا بيمنت † |
| الوصيفة الأولى       | - إيطاليا - دانييلا بيانكي |
| الوصيفة الثانية      | - النمسا - إليزابيث هوداكس |
| الوصيفة الثالثة      | - جنوب أفريقيا - نيكوليت كاراس |
| الوصيفة الرابعة      | - أسبانيا - ماريا تيريزا ديل ريو |
| أفضل 15              | - البرازيل - جان جينا ماكفيرسون - كولومبيا - ستيلا ماركيز - إنجلترا - جوان إلينور بوردمان - ألمانيا - إنغرون هيلجارد ميكيل - اليونان - ماجدة باسالوجلو - إسرائيل - أليزا غور - اليابان - يايوي فورونو - كوريا - سون ميهيجا - النرويج - راجنهيلد آس - سويسرا - الين موراث |

## المتسابقات
- الأرجنتين - روز ماري لينكي
- النمسا - إليزابيث هوداكس
- بلجيكا - هوبرت باكس
- بوليفيا - نانسي أغيري
- البرازيل - جان جينا ماكفيرسون
- بورما - مينت مينت ماي
- كندا - إدنا ديان ماكفيكار
- تشيلي - مارينكا بولهامر إسبينوزا
- كولومبيا - ستيلا ماركيز
- كوستاريكا - ليلى رودريغيز
- كوبا - فلورا لوتن هيوس
- الدنمارك - ليزي إلينور هيس
- الإكوادور - إيزابيل رولاندو سيبالوس
- إنجلترا - جوان إلينور بوردمان
- فنلندا - مايا لينا مانينين
- فرنسا - فلورنس آن ماري نورمان آير
- ألمانيا - إنغرون هيلجارد ميكيل
- اليونان - ماجدة باسالوجلو
- هولندا - كارينا فيربيك
- هونغ كونغ - فيفيان تشيونغ
- أيسلندا - سفانهيلدور جاكوبسدير
- إسرائيل - أليزا غور
- إيطاليا - دانييلا بيانكي
- اليابان - يايوي فورونو
- الاردن - هيلين جياتانابولوس
- كوريا - سون ميهيجا
- لبنان - غلاديس تابت
- لوكسمبورغ - ماري فنتوري
- المغرب - مارلين إسكوبار
- نيوزيلندا - لورين نوا جونز
- النرويج - راجنهيلد آس
- باراغواي - مرسيدس تيريزا روجيا
- بيرو - ميداليت غالينو
- البرتغال - ماريا تيريزا موتا كاردوسو
- جنوب افريقيا - نيكوليت جوان كاراس
- إسبانيا - ماريا تيريزا ديل ريو
- سورينام - كريستين جي سام فويك
- السويد - بيرجيتا أوفلينغ
- سويسرا - إيلين موراث
- تونس - ماري لويس كاريج
- الأوروغواي - إيريس تيريزا أوبال كابريرا
- الولايات المتحدة - ليندا بيمنت
- فنزويلا - ماري كيروز دلغادو

## الروابط الخارجية
- موقع ملكة جمال الكون الرسمي